# Racosperma meiospermum
Racosperma meiospermum är en ärtväxtart som beskrevs av Leslie Pedley. Racosperma meiospermum ingår i släktet Racosperma och familjen ärtväxter. Inga underarter finns listade i Catalogue of Life.